# Scanners – Ihre Gedanken können töten
Scanners – Ihre Gedanken können töten [ˌskænɚs] ist ein kanadischer Spielfilm von David Cronenberg aus dem Jahr 1981. Der Body-Horror-Film ist dem Genre des Phantastischen Films zuzuordnen, wobei Cronenberg Versatzstücke des Horrorfilms, des Science-Fiction-Films, des Actionfilms und des Thrillers verwendet. Scanners behandelt die Auseinandersetzung zwischen zwei Gruppen telepathisch und telekinetisch begabter Menschen. Scanners gilt als Cronenbergs thematisch und inszenatorisch konventionellster Film der mittleren Schaffensphase und markiert gleichzeitig seinen kommerziellen Durchbruch.

## Handlung
Cameron Vale ist ein heruntergekommener Mann, der unter Stimmen leidet, die sich in seinem Kopf manifestieren. Nachdem er mit seinen telepathischen Fähigkeiten unfreiwillig verursacht hat, dass eine Frau einen Anfall erleidet, wird er gefangen genommen und in die Forschungseinrichtung von Dr. Paul Ruth gebracht. Ruth erklärt, Vale sei ein sogenannter „Scanner“, die Ursache seiner Qualen sei die ihm innewohnende Macht der Telepathie und der Telekinese. Mit der Droge Ephemerol befreit er Vale von den Stimmen im Kopf und zeigt ihm die Möglichkeiten seiner mentalen Kräfte. 
Ruth arbeitet für den Sicherheits- und Rüstungskonzern ConSec, für den er Scanner rekrutiert, um sie dann im Dienste des Unternehmens einzusetzen. ConSecs größter Feind ist Darryl Revok, ebenfalls ein Scanner. Er schmuggelt sich in eine Marketingveranstaltung von ConSec ein und bringt dort durch seine mentalen Kräfte den Kopf eines domestizierten ConSec-Scanners zum Explodieren. Vale wird von Ruth darauf angesetzt, Revok ausfindig und dann unschädlich zu machen. Auf der Suche nach Revok trifft er zunächst den Künstler Benjamin Pierce, einen Scanner, der sich von seiner mentalen Belastung durch die Beschäftigung mit Kunst befreit hat. Pierce wird durch Revoks Handlanger ermordet, doch Vale kann aus seinem sterbenden Hirn einen Hinweis auf die Existenz einer weiteren, unabhängigen Scannergruppe auslesen. Vale sucht die Gruppe auf, die sich mit ihrer Anführerin Kim Obrist durch eine Art Gruppenmeditation von ihrer psychischen Last befreit. Revoks Schergen greifen die Gruppe an, doch Vale und Obrist können fliehen. 
Sie finden heraus, dass Revok in einer Chemiefabrik große Mengen Ephemerol produzieren lässt. Das Medikament, ursprünglich ein Beruhigungsmittel für schwangere Frauen, ist der Auslöser der Mutation der Scanner. Revok will mittels des Computerprogramms RIPE das Mittel landesweit vertreiben und eine große Anzahl schwangerer Frauen damit versorgen, um bei den ungeborenen Kindern die Mutation hervorzurufen. Diese neue Generation von Scannern soll Revok dabei helfen, die Macht an sich zu reißen. Vale und Obrist informieren Dr. Ruth bei ConSec darüber. Braedon Keller, der Sicherheitschef von ConSec, hat heimlich mit Revok zusammengearbeitet, und versucht nun, Obrist umzubringen. Obrist kann dies mit ihren telepathischen Fähigkeiten abwenden. Kurz darauf gelingt es Keller jedoch, Dr. Ruth zu erschießen. Vale infiltriert mit seinen Scanner-Fähigkeiten den RIPE-Computer über eine Telefonverbindung und zerstört ihn dadurch. Keller wird Opfer der Explosion des Computers. 
Revok lässt Vale und Obrist gefangen nehmen. Er erklärt Vale, dass er sein Bruder ist und Dr. Ruth der Vater der beiden war. Ruth war der Erfinder von Ephemerol und hatte das Mittel skrupellos bei seiner eigenen Frau eingesetzt. Revok will Vale auf seine Seite bringen, doch Vale weigert sich. Es kommt zu einem  Duell zwischen beiden Brüdern, die ihre Scanner-Fähigkeiten gegeneinander einsetzen. Im Verlauf dieses Kampfes wird Vales Körper zerstört und verbrannt. Als Obrist jedoch Revok gegenübertritt, spricht dieser mit Vales Stimme; Vales Geist ist in Revoks Körper übergetreten.

## Entstehungsgeschichte

### Drehbuch und Vorproduktion

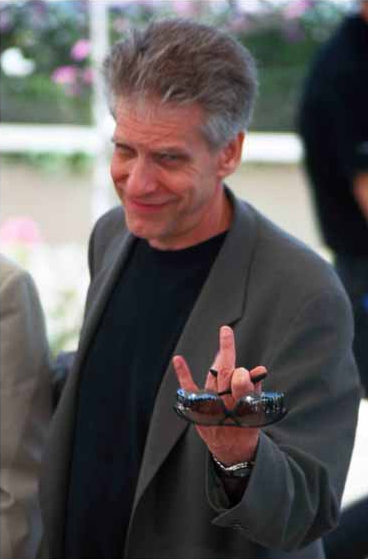
David Cronenberg im Jahr 2002, 23 Jahre nach den Dreharbeiten zu Scanners

Bereits in den frühen 1970ern hatte Cronenberg sich mit dem Thema der Telepathie beschäftigt. Er hatte Roger Corman ein Treatment mit dem Titel Telepathy 2000, in dem es um rivalisierende Telepathengruppen im Untergrund ging, angeboten, ohne dass jedoch das Projekt  realisiert worden wäre. Im Rahmen eines Steuersparmodells hatte der kanadische Filmproduzent Pierre David im Herbst 1979 eine große Geldsumme von Privatleuten anvertraut bekommen, und zwar unter der Maßgabe, die Mittel noch im selben Jahr steuermindernd für ein Filmprojekt zu verwenden. David forderte Cronenberg auf, ihm entsprechende Ideen hierfür vorzulegen. Unter den drei Konzepten, die Cronenberg präsentierte, befand sich eine Geschichte namens The Sensitives, für die David sich entschied. Cronenberg hatte sich in dieser Geschichte im medizinischen Aspekt, dem Ursprung der Mutation durch ein in der Schwangerschaft eingenommenes Medikament, durch den Contergan-Skandal in Deutschland inspirieren lassen.
In großer Eile wurde die Gesellschaft Filmplan International zur Realisierung des Projekts gegründet, mit einem Budget von 4.100.000 CAD Cronenbergs bislang teuerster Film. Die Vorbereitungszeit bis zum Beginn der Dreharbeiten waren mit zwei bis drei Wochen extrem kurz, um die Chance zu wahren, bis zum Jahresende die Hauptdreharbeiten abschließen zu können. Cronenberg begann, seine Geschichte zu einem Drehbuch zu verarbeiten und änderte den Titel in Scanners. Für die Hauptrollen wurden Jennifer O’Neill, Stephen Lack, Patrick McGoohan und Michael Ironside verpflichtet, allesamt bereits etablierte Schauspieler, die dem Film ein gewisses Starpotential gewährleisten konnten.

### Produktion und Nachproduktion
Die Dreharbeiten fanden vom Oktober bis zum Dezember 1979 in Montreal statt. Cronenberg bemerkt zu den Dreharbeiten: „Weil die Geschichte sehr komplex war und eine Menge Spezialeffekte hatte, waren es die schwierigsten Dreharbeiten meines Lebens.“ Bereits der erste Drehtag stand unter unglücklichen Vorzeichen: Es waren weder die benötigten Requisiten, noch die Kostüme für die Darsteller vorhanden. Als Cronenberg am Rande der Montrealer Stadtautobahn drehte, verursachten schaulustige Autofahrer einen Auffahrunfall, bei dem zwei Frauen starben.
Während der gesamten Dreharbeiten war es bitterkalt in Montreal. Das Team drehte unter schwierigen Bedingungen unter anderem in nicht isolierten, verlassenen Gebäuden der Montrealer Weltausstellung von 1967. Cronenberg musste morgens zwischen fünf und sieben Uhr an den Szenen des immer noch unfertigen Drehbuchs arbeiten, die tagsüber gedreht werden sollten. Zusätzlich war das Verhältnis zwischen Regisseur und Hauptdarstellern sehr angespannt. Patrick McGoohan litt unter Selbstzweifeln und Lampenfieber und versuchte dies zu kompensieren, indem er exzessiv dem Alkohol zusprach. Jennifer O’Neill schließlich war entsetzt über die Gewalttätigkeit des Films. Man hatte sie mit einer „entschärften“ Version des Drehbuchs, in der die Splatter-Szenen fehlten, zur Teilnahme am Film verlockt.
Für die Spezialeffekte engagierte Cronenberg den Effektkünstler Chris Walas, damals in Diensten von Industrial Light & Magic. Die Szene mit dem explodierenden Kopf, für die Walas verantwortlich zeichnete, sollte eigentlich die Eröffnungssequenz des Films sein, wurde aber nach Testvorführungen weiter nach hinten im Film verschoben. Die Produzenten waren aufgrund der drastischen Ausarbeitung des Effekts besorgt und ließen weitere, weniger explizite Versionen drehen. Cronenberg bestand jedoch auf der ursprünglichen Version.
Ende Dezember 1979 waren die Hauptdreharbeiten des Films beendet. Das gedrehte Material konnte aber nicht zu einem logischen Ganzen zusammengefügt werden. Deshalb waren Nachdrehs notwendig, die Wochen und sogar Monate später stattfanden. So wurden unter anderem die kompletten U-Bahn-Sequenzen in der Toronto Subway nachgedreht. Der Schnittprozess des Films gestaltete sich als äußerst langwierig und mühsam. Neun Monate verbrachte Cronenberg im Schneideraum, um das Material möglichst ohne logische Brüche und Filmfehler zu schneiden.

## Rezeption

### Veröffentlichung und zeitgenössische Kritik
Scanners feierte seine Premiere am 18. Januar 1981. Auch aufgrund einer geschickten Marketingkampagne wurde der Film ein Publikumserfolg und landete auf Platz 1 der Variety-Charts. Scanners spielte in der US-Kinoauswertung über 14 Millionen US-Dollar ein und war somit Cronenbergs bis dahin größter kommerzieller Erfolg.  
Die zeitgenössische Kritik äußerte sich zurückhaltend bis negativ zum Film. Variety schrieb, der Film folge „dem Muster vieler effektorientierter Low-Budget-Filme“, die Geschichte schalte „nach dem ersten Akt, in dem der Kopf eines Mannes vor der Kamera explodiert, einen Gang zurück.“ Der „Mangel an Aspekten, die den Zuschauer bei der Stange halten“ verderbe jede Spannung, der „hochelegante visuelle Stil“ wirke einem großen Schock-Wert entgegen.
Roger Ebert kritisierte, der Film beziehe den Zuschauer nicht ein und berühre nicht durch seine Personenzeichnung. Cronenbergs Ruf als Schöpfer hervorragender Low-Budget-Schocker sei mit Scanners „überstrapaziert“ worden. Die Geschichte erinnerte Ebert „an alte James-Bond-Filme und halbvergessene Fernsehsendungen“.
Vincent Canby bemängelte in der New York Times, Cronenberg mache den Fehler, über den Bereich des Horrorgenres hinauszugehen und mit Mystery-Elementen zu arbeiten. Diese benötigten nämlich – anders als im reinen Horrorfilm – nachvollziehbare Erklärungen und Hintergründe; in Scanners würden die gelieferten Erklärungen jedoch nur die „grundlegende Dämlichkeit“ des Films unterstreichen. Canby nennt die Schauspielerleistungen „recht zufriedenstellend“ und lobt Maske und Spezialeffekte.
Auch in der deutschsprachigen Presse waren viele negative Stimmen zu hören. Urs Jenny schrieb im Spiegel, Cronenberg warte „mit einer nur allzu komplizierten, allzu wichtigtuerischen Intrigengeschichte auf“. Der „eher grobklötzige“ Regisseur Cronenberg müsse seinen Job an die Trick-Spezialisten abtreten; kassenwirksam seien weniger die Inhalte als eher die „qualmenden Ketchup-Fontänen“. Der Kölner Stadt-Anzeiger urteilte, der Film sei eine „unergiebige Mischung aus Science-Fiction-Thriller und Agentenfilm“. Hartmut Wilmes schreibt in der Zeit, Scanners sei eine „brüchige Synthese“ aus verschiedenen Genremotiven, die die Spannung erlahmen lasse. Die Effekte seien „eitel zelebrierte […] Zaubertricks, denen die blasse Vision vom volltechnisierten Überwachungsstaat und die Kritik an verantwortungsloser Pharmaforschung als Alibi aufgepfropft“ würden. Der Endkampf mit seinen Gore-Effekten „dürfte allerdings als meisterhafte Scheußlichkeit in die Annalen des Horrorgenres eingehen“.
Pierre Lachat vom Tages-Anzeiger zeigt sich begeisterter. Scanners sei zwar „von eher reißerische(m) Charakter“, aber „vollendet gemacht, von […] zwingender und origineller Logik“. Cronenberg gebe der Geschichte nach Hitchcockschem Muster Plausibilität; der Kampf zwischen den Brüdern werde „zu einer anschaulichen und bedenkenswerten Metapher für den Homo faber der Moderne, der bekanntlich über Kräfte gebietet, die das Verüben des ‚absoluten Bösen‘ zulassen.“ Eckhart Schmidt urteilt in der Süddeutschen Zeitung, Cronenberg gebe dem Science-Fiction-Horror eine „neue Dimension“. Er verwische in der letzten Einstellung „irritierend die Grenzen zwischen Gut und Böse“, somit existierten in diesem „antiken Familiendrama“ keine moralischen Kategorien. Sieger und Besiegte seien letztendlich austauschbar, ein im Grunde „anarchistische[s] Manifest“ Cronenbergs. Der Film sei „die düstere, aber nicht nur pessimistisch gemeinte Vision vom Menschen als einem Wesen, das in der von ihm zerstörten Welt […] überleben lernen oder eben unweigerlich untergehen muß“. Der Mensch habe keine andere Wahl, als seine Umwelt zu kontrollieren und umzugestalten, eine zur Zeit der aufkommenden Ökologie-Bewegung „unbequeme These“, die „Cronenbergs Lust an punkhafter Irritation“ entgegenkomme.

### Auszeichnungen
Scanners gewann 1981 den Saturn Award für den Besten Internationalen Film und das Beste Make-Up (Dick Smith). 1983 erhielt er den Fantasporto International Fantasy Film Award für den Besten Film. Daneben war er 1982 für acht Genie Awards nominiert.

### Einordnung und Bewertung
Riepe merkt an, der Film zähle „nicht unbedingt zu den Meisterwerken des Kanadiers“ und trage „deutlich Züge eines B-Movies“. Beard urteilt: „Scanners mag nicht Cronenbergs bester oder charakteristischster Film sein, aber er machte aus ihm einen wahrgenommenen Filmemacher.“ Grünberg stellt dazu fest, Scanners sei „der Film, der Cronenberg die Aufmerksamkeit eines größeren Publikums und der großen Hollywood-Studios brachte“. Die Thematik sei weniger persönlich als etwa in Die Brut, in dem Cronenberg die Trennung von seiner ersten Frau verarbeitete, sondern „eher existentiell“.
O´Pray vermisst den starken sexuellen Einschlag Cronenbergs früherer Filme und urteilt: „Vielleicht liegt die Minderwertigkeit von Scanners gegenüber Rabid und Parasiten-Mörder daran, dass kein weibliches Element vorhanden ist“. Auch Omasta weist darauf hin, dass dem Film der animalische Reiz des Körperhorrors der Vorgängerfilme abgehe. Scanners sei „der erste Film Cronenbergs, in dem der Horror vorderhand nicht zwischen den Beinen, sondern zwischen den Augen beginnt“.
Rodley stellt fest, Scanners sei „abgesehen vom berühmten Schockeffekt des explodierenden Kopfes [Cronenbergs] am wenigsten verstörender Film“. Er bemängelt die „Schlaffheit“ von Lacks Schauspielerleistung. Beard meint hierzu, Lack fülle seine Rolle zwar optisch gut aus, seine Leistung leide aber an „Ungeschicklichkeiten bei den Dialogen“.

### Nachwirkung
Cronenberg wurde nach Scanners von den großen Hollywood-Studios umworben. Er wusste aber, dass er seine bevorzugt abseitigen Themen im Kontext des Studiobetriebs nicht verwirklichen konnte und widerstand der Versuchung, sich als gutbezahlter Auftragsregisseur Mainstream-Filmen zuzuwenden. In seinen folgenden Filmen wie etwa Videodrome und Die Fliege gelang es ihm, seine Ideenwelt der Körpermutationen unabhängig weiterzuentwickeln und zugleich weiterhin den Zuspruch des Kinopublikums zu erhalten und somit kommerziell erfolgreich zu arbeiten.

### Fortsetzungen
Pierre David produzierte mit Scanners II (1991) und Scanners III (1992) zwei Direct-to-Video-Fortsetzungen von Scanners, die zwar auf Cronenbergs Figuren basierten, aber ohne seine Mitwirkung entstanden. Die Regie übernahm bei beiden Filmen Christian Duguay. Es folgten als Spin Offs Scanner Cop (1994) und Scanner Cop II (1995), beide ebenfalls von Pierre David produziert. Ersterer wurde von ihm auch inszeniert.

## Filmanalyse

### Inszenierung

#### Visueller Stil
Cronenberg setzt in Scanners auf den Schockeffekt zielende Bilder nur sehr spärlich ein. Waren in seinen früheren Filmen monströs deformierte, sich in Agonie befindliche Körper ausgiebig genutzte inszenatorische Mittel, um ein Gefühl von Nihilismus und Hoffnungslosigkeit zu erzeugen, so beschränken sich diese Effekte in Scanners auf nur zwei Szenen: im ersten Drittel des Films lässt Revok den Kopf eines domestizierten Scanners der Consec explodieren, und in der finalen Konfrontation zeigt Cronenberg als Ergebnis des Kräftemessens zwischen Revok und Vale platzende Blutgefäße, brennende Körperteile und verdampfende Augäpfel.
Cronenberg setzt statt einer übermäßigen Nutzung solcher schockierender Effekte die Wirkung der von ihm abgebildeten modernen Architektur ein, um eine dunkle und harte Stimmung zu erzeugen. Der Film beginnt, so Dreibrodt, „mit der kalten, sterilen Funktionalität eines riesigen Raumes.“ Von dem Einkaufszentrum, durch das Vale irrt, zeige Cronenberg „nur ein unübersichtliches Gewirr von Rolltreppen als Detail dieser Räumlichkeiten, die für den Scanner Cameron Vale zur Sackgasse werden“. Auch Beard bescheinigt Cronenberg, den „kalten, aggressiven Modernismus der Architektur“ als filmisches Mittel einzusetzen. Zum Establishing Shot des Consec-Gebäudes merkt Beard an: „Der Gebrauch […] des Weitwinkelobjektivs […] erreicht hier eine rasiermesserscharfe Bildschärfe, eine überzeichnet lineare Perspektive und damit eine gewissermaßen entfremdete Sicht von Raum an sich.“
Cronenberg filmt das aus Chrom, Glas, Stahl und rohem Beton bestehende Interieur des Gebäudes in aseptisch wirkenden, gleichmäßig hell ausgeleuchteten Bildern, während im Kontrast dazu in Ruths Forschungseinrichtung nur die aus unverputzten Ziegelmauern bestehenden Wände beleuchtet sind und die Gesichter der Protagonisten in Halbschatten getaucht bleiben.  Erst als sich die Erzählung mehr auf die Darstellung von Gewalt und ihrer Wirkung auf menschliche Körper verlegt, setzt der Regisseur ein wärmeres Farbspektrum ein, nutzt Nahaufnahmen von Gesichtern und längere Brennweiten.

#### Dramaturgie
Beard sieht in Scanners eine „klassische Konstruktion der Erzählung“. Cronenberg erzählt seine Geschichte basierend auf schnellen Schnitten und konventionellem Spannungsaufbau, suspense-orientiert und  nach dem üblichen Schema des Thrillers. Verfolgungsjagden und Schießereien als, so Dreiboth, „standardisierte Schablonen des Action-Films“ treiben die Handlung voran und stehen im Gegensatz zu Cronenbergs „sonst eher ruhigem, beinahe schon melancholischem Stil“.
Riepe merkt an, es gebe im Film „einigen Leerlauf in Gestalt durchschnittlicher Actionsequenzen“, die Anschlüsse seien „überaus konventionell gestrickt“. Omasta fühlt sich in Cronenbergs Anlehnung an klassische Thrillersituationen gar an Hitchcocks Die Vögel erinnert, insbesondere in der Szene, in der Vale, sich in einer Telefonzelle befindend, durch die Infiltrierung des Computernetzwerkes eine chaotische Situation erzeugt, infolge der die benachbarte Tankstelle durch auslaufendes Benzin in Flammen aufgeht.
Den schwierigen Bedingungen von Drehbucherstellung und Dreharbeiten sind wohl die Inkonsistenzen der Handlung geschuldet, die Beard bemängelt, insbesondere die für den Zuschauer nicht logisch nachvollziehbare Wandlung Vales vom menschlichen Wrack zum perfekt angepassten  und smart agierenden Erfüllungsgehilfen Ruths. Beard sieht in solchen logischen Auslassungen „skizzenartige Improvisationen im Erzählaufbau“, die er auf Cronenbergs Eigenart zurückführt, seine Filme effizient, radikal und elliptisch zu schneiden.
Am Ende des Films bleibt unklar, ob Vale den Bruder vollkommen übernommen und damit der „Gute“ den „Bösen“ besiegt hat, oder ob durch die Verschmelzung der beiden Rivalen eine Amalgamisierung der Personen zu einem neuen, eigenen Wesen stattfindet. Cronenbergs eigene Hinweise lassen eher auf die zweite Variante schließen. Dreiboth und Beard werten daher den Schluss des Films als Cronenberg-typische Absage an ein geschlossenes Ende der Narration. Die im Film aufgeworfenen Widersprüche und Konflikte bleiben somit ungeklärt, eine Hollywood-typische Auflösung wird dem Zuschauer verwehrt.

#### Ton
Die konventionelle Verwendung filmischer Mittel in visueller Inszenierung und Dramaturgie setzt sich in der Tongestaltung fort. Das Erleben des Scannens durch Vale setzt Cronenberg etwa so um, dass die bei Vales Einlieferung in Ruths Institut anwesenden Beobachter zwar optisch schweigen, aber in der Tonspur ihre Gedanken als konfuse Gesprächsfetzen zu hören sind. Den aktiven Scan-Prozess unterlegt Cronenberg mit dem akustischen Effekt eines sirrenden Tons, der sich je nach Intensität des Scans in der Höhe steigert. Dazu werden verzerrte und verlangsamte Atem- und Herzschlaggeräusche eingemischt.
Auf musikalischer Ebene wurde auf eine klassische Instrumentierung größtenteils verzichtet. Stattdessen wurden verstärkt Mittel der synthetischen Klangerzeugung eingesetzt.

### Themen und Motive

#### Mensch und Maschine
Omasta merkt an, ein zentrales Thema des Films sei „die Verschmelzung von Mensch und Maschine“. Cronenberg zeigt, wie Meteling ausführt, „die Macht des Geistes über die Materie“ in der Sequenz, in der Vale den RIPE-Computer infiltriert. In dieser Szene werde offenbar, „dass dazu das menschliche Denken vergleichbar einer Maschine, einem Elektronengehirn oder einem Radioempfänger sein muss“.
Cronenberg lässt somit sein bevorzugtes Thema der Körpermutationen in einem technischen Bereich wirksam werden; es findet laut Riepe eine „Entfremdung des Nervensystems durch Computernetzwerke“ statt, eine frühe Variante der Idee des Cyberspace. Analog dazu wählt Cronenberg im Film als Bezeichnung für das Gedankenlesen den technischen Begriff des Scannens. Riepe urteilt darüber: „Indem [der] Film eine allein dem Menschen zugeschriebene Fähigkeit – das Gedankenlesen – technisch interpretiert, potenziert er zugleich das in diesem ursprünglich ‚gothischen‘ Motiv der Schauerromantik liegende Unbehagen.“

#### Macht und Männlichkeit
Riepe urteilt, Scanners sei „der asexuellste Film Cronenbergs“; Beard bemerkt eine „Maskulinisierung“ der Cronenbergschen Themen. Weder gibt es eine Liebesgeschichte, noch überhaupt weibliche Figuren, die entscheidend zur Narration beitragen. Das emotional begründete Leiden, das in Cronenbergs früheren Filmen oft durch die Frauenfiguren vertreten wird, wird abgelöst durch die Gier nach Herrschaft und Macht. Dr. Ruth vertritt hierbei den Typus des Mad Scientist, der aus Machtbesessenheit und krankhaftem wissenschaftlichen Ehrgeiz erst seine Frau, dann seine Söhne skrupellos ausnutzt und erst Reue zeigt, als er bemerkt, dass seine Vorhaben für ihn unkontrollierbar in einer landesweiten Katastrophe enden werden. Beard führt zur Figur des Dr. Ruth aus: „Wie alle Wissenschaftler [in Cronenbergs Filmen] will er sein Verlangen nach dem weiblichen Körper dadurch kanalisieren, indem er das Objekt seines Verlangens durch die Mittel der Wissenschaft manipuliert“. Dieses Motiv führt Cronenberg auch in seinen Filmen Rabid, Parasiten-Mörder, Die Unzertrennlichen und Die Brut aus. 
Die Machtgier seines Vaters führt Revok auf die Ebene des Kapitals und der Konzerne weiter.  Revok, so Humphries, sei bereit, „jeden zu zerstören, der sich seinem narzisstischen Selbstbild nicht unterwirft“; dies sei eine „faschistische Haltung“. Durch die Mittel von Wirtschaft und Technologie bekommt sein Streben nach Herrschaft einen anonymen und „sauberen“ Anstrich. Cronenberg reiht sich hier in eine Reihe von Filmen der 1970er-Jahre ein, die, wie etwa Der Dialog, Zeuge einer Verschwörung oder Die drei Tage des Condor,  machtpolitische Verschwörungen hinter  den undurchschaubaren Mauern von Konzernen oder politischen Institutionen zum Thema haben. Diese Filme waren Ausdruck privater Verfolgungsangst und Zweifeln gegenüber der moralischen Integrität von Unternehmen und Politik in dieser Zeit.

#### Psyche
Cronenberg kann auch in Scanners die Umwandlung seelischer Befindlichkeiten und Entwicklungen in filmischen Code nachgewiesen werden. Riepe setzt den Konflikt zwischen den Brüdern mit der Begrifflichkeit des Lacanschen Spiegelstadiums in Verbindung. Er führt aus: „Es geht darum, wie das Ich aus der tödlichen Rivalität mit seinem Spiegelbild ‚entsteht‘. […]. In Bezug auf dieses Entstehen geht zugleich etwas verloren, es wird ein Verlust gesetzt. […]. Dieses Entstehen durch Verlust ist eines der zentralen Themen von Scanners.“ Auch Humphries bezieht sich auf Lacan und merkt hierzu an: „Das Lacansche Konzept des Großen Anderen wird in Scanners repräsentiert durch die Stimmen, die Cameron Vale nicht aus seinem Kopf heraushalten kann und die Darryl Revok zu vertreiben versucht, indem er sich ein Loch in die Mitte der Stirn bohrt“.
Auch O’Pray nimmt Bezug auf einen möglichen psychoanalytischen Hintergrund des Hauptmotivs des Films – der Möglichkeit der Protagonisten, Köpfe zum Explodieren zu bringen – und nennt es „eine einzige starke Idee“, eine „Urphantasie“, die in seinen Augen der analen Phase in der psychosexuellen Entwicklung entspringt, dem Kontroll- und Gestaltungswillen gegenüber den eigenen Fäzes.
Das dominante Überthema zu diesem Prozess der Selbst-Bewusstwerdung der Brüder ist nach Beard das Motiv der Angst. Scanners erforsche „die Angst davor, dass die Grenzen mentaler und körperlicher Selbstbeherrschung brechen und die Angst davor […], sich selbst zu verlieren, überrollt zu werden, übernommen zu werden“. Dieses Motiv nutzt Cronenberg auch in Filmen wie Die Fliege und Naked Lunch. Cronenberg zeigt jedoch in der Figur des Benjamin Pierce – einem, wie Riepe bemerkt, „Alter Ego Cronenbergs“ – dass es einen Ausweg aus dieser Angst gibt, nämlich die künstlerische Beschäftigung damit. Mit Pierce zeige Cronenberg „den Künstler als eine Figur, die, um psychisch zu überleben, ihre erschreckenden Geistesinhalte durch ihre Kunst im Zaum hält“, wie Beard anmerkt.
Dass Cronenberg in seinen Figuren seelische Archetypen codiert, kann auch in seiner Angewohnheit nachgewiesen werden, ihnen sprechende Namen zu geben. Wie in allen anderen Filmen Cronenbergs geben auch in Scanners die Namen Anlass zu Spekulationen und Assoziationen. So bringen etwa Robnik und Palm den Namen Vale in Verbindung zur englischen Bedeutung („Jammertal“) oder aber auch zum phonetisch gleich klingenden veil („Schleier/Deckmantel“). Revoks Namen assoziieren sie mit dem Tonbandgerätehersteller Revox, aber auch mit dem Verb to revoke („widerrufen“). Der Name kann auch als Beinahe-Anagramm von to cover („bedecken, verbergen“) gelesen werden.

#### Gut und Böse
Untypisch für Cronenberg, der sonst eindeutige ethische Zuweisungen eher vermeidet, wird in Scanners der Kampf zwischen Brüdern „zu einer vereinfachenden Gut-gegen-Böse-Dichotomie“, wie Browning anmerkt. Die strahlend weiße Kleidung, die Vale nach seiner Festsetzung durch Ruth trägt, weist ihn bereits sehr früh im Film als den „Guten“ aus. Er ist insofern ein untypischer Held Cronenbergs, dass er zu jedem Zeitpunkt die Erzählung „meistert“ und aktiv auf den finalen Endkampf hinarbeitet, während in früheren Cronenberg-Filmen die Hauptfiguren hauptsächlich durch die Wirren unkontrollierbarer Ereignisse determiniert werden.
Die Funktion von Vale und Revok als ethische Antipoden wird im Endkampf endgültig zugespitzt: Beard sieht in dieser Sequenz einen „starken religiösen Anklang der Bilder“. Während Revok bösartig und tobend agiert, wird Vale still leidend gezeigt. Flammen, die aus seinen Handflächen schlagen, und an Stigmata erinnernde Verwundungen lassen an einen märtyrerischen Akt Vales denken. Beard analysiert, Vale opfere sich selbst, damit sein „böses“ Gegenstück Revok gut wird.
In der letztendlichen Verschmelzung der Brüder führt Cronenberg jedoch wieder in seine eigene Ideenwelt zurück. Die janusköpfige Qualität der mentalen Gabe, die durch die Brüder repräsentiert wird, stellt in Cronenbergs Vorstellung erst in der erfolgten Vereinigung eine ordnende Einheit dar. Dreiboth führt dazu aus: „Cameron Vale und Darryl Revok bilden die (positive und negative) Hälfte einer einzigen Persönlichkeit, in der das Gleichgewicht zwischen dem ‚guten Menschen‘ und dem ‚bösen Menschen‘ zerstört worden ist […]. Der einzige Ausweg aus der Misere besteht in dem Versuch, das Geteilte wieder zusammenzuführen“. Dass dieser Versuch augenscheinlich gelingt, gibt dem Film eine optimistische Qualität, die für viele im Kontext von Cronenbergs Gesamtwerk eher befremdlich wirkt. Silverman merkt an: „Die Kritiker, für die nur die zerstörerische und nihilistische Kraft in Cronenbergs Werk zählt, finden das Ende des Films moralisch zu zuversichtlich.“.

## Erstaufführungen
- Canada 16. Januar 1981
- Deutschland 5. März 1981

## DVD-Veröffentlichungen in Deutschland
- Scanners Teil 1–3 (Limited Edition) (Warner Home Video) VÖ: 10. November 2006, FSK: 18
- Scanners (Warner Home Video) VÖ: 4. Mai 2007, FSK: 18
- Scanners Edition Teil 1–3 (Koch Media GmbH) VÖ: 16. Oktober 2009, FSK: 18
- Scanners (Koch Media) (DVD + Blu-ray) VÖ: 10. Juni 2011, FSK: 16 (Neuprüfung)
- Scanners (Media Target Distribution GmbH) (DVD + Blu-ray) VÖ: 20. Dezember 2012, FSK: 16